# 흑사회 2
《흑사회 2》(영어: 黑社會:以和爲貴)는 2006년 홍콩의 드라마 영화로, 영화 《흑사회》의 속편이다.

## 줄거리
{{빈 문단||

## 출연진
- 고천락 - 뉴턴 나이트
- 임달화 - 레이철 나이트
- 장가휘 - 페이게이
- 장조휘 - 시예소
- 임설
- 웡틴람 - 당 숙부